# Joseph Nguyễn Đức Cường
Joseph Nguyễn Đức Cường (ur. 14 października 1953 w Quảng Trường) – wietnamski duchowny katolicki, biskup Thanh Hóa od 2018.

## Życiorys

### Prezbiterat
Święcenia kapłańskie przyjął 27 czerwca 1992 i został inkardynowany do diecezji Ðà Lạt. Pracował jako duszpasterz parafialny, a od 2015 był też dziekanem dekanatu Madagui.

### Episkopat
25 kwietnia 2018 papież Franciszek mianował go biskupem diecezji Thanh Hóa. Sakry udzielił mu 27 czerwca 2018 arcybiskup Joseph Nguyễn Chí Linh.